# Pradoluengo
Pradoluengo ist ein Ort und eine Gemeinde (municipio) mit 1.070 Einwohnern (Stand: 2024) im Osten der spanischen Provinz Burgos in der Autonomen Gemeinschaft Kastilien-León. Die Gemeinde gehört zur bevölkerungsarmen Region der Serranía Celtibérica.

## Lage und Klima
Der Ort Pradoluengo liegt am Río Pradoluengo, einem Nebenfluss des Río Tirón, am Fuß der Montes de Ayago nahe der Grenze zur Autonomen Region La Rioja ca. 47 km (Fahrtstrecke) östlich von Burgos in einer Höhe von ca. 960 m. Das Klima ist gemäßigt bis warm; Regen (ca. 630 mm/Jahr) fällt hauptsächlich im Winterhalbjahr.

## Bevölkerungsentwicklung
| Jahr      | 1857 | 1900 | 1950 | 2000 | 2018 |
| Einwohner | 2724 | 2543 | 2282 | 1713 | 1169 |

Aufgrund der Mechanisierung der Landwirtschaft, der Aufgabe bäuerlicher Kleinbetriebe und des daraus resultierenden geringeren Arbeitskräftebedarfs ist die Zahl der Einwohner seit der Mitte des 20. Jahrhunderts stark rückläufig.

## Wirtschaft
Pradoluengo lag an einem wichtigen Durchgangs- und Handelsweg zwischen Altkastilien und der Rioja bzw. Aragonien. Daneben fand hier auch der Austausch zwischen den Landwirten der Ebene und den Viehzüchtern der nahegelegenen Berge statt. Vom 17. bis 19. Jahrhundert gab es hier eine weit über die Region hinaus bekannte Textilproduktion; die Zahl der Einwohner stieg im Jahr 1860 bis auf knapp 3000 an. Heute spielt der Tourismus in Form der Vermietung von Ferienwohnungen (casas rurales) eine wichtige Rolle im Wirtschaftsleben der Gemeinde.

## Geschichte
Der Ursprung des Ortes geht möglicherweise auf die keltiberischen Stämme der Autrigonier und Beronen zurück. Römische, westgotische und selbst maurische Funde wurden bislang nicht gemacht. Das als Sommerweide genutzte Gebiet erlangte erst Möglicherweise im Zuge der Wiederbesiedlung (repoblación) und danach Bedeutung, als es zum Grenzgebiet zwischen den Königreichen Navarra und Kastilien wurde. Zahlreiche baskisch-navarresische Orts- und Familiennamen zeugen noch heute von der engen Bindung an diese Gegend.
Im Jahr 1720 gewährte Philipp V. Pradolengo die Stadtrechte. Im Jahr 1822 kam die Kleinstadt zur neugegründeten Provinz Logroño (also zur Rioja), doch wurde dies 11 Jahre später wieder rückgängig gemacht.

## Sehenswürdigkeiten
- Die in den 1930er Jahren im Stil des Klassizismus erbaute Iglesia de Nuestra Señora de la Asunción ist der Himmelfahrt Mariens geweiht, was im Hauptaltar (retablo) deutlich wird. Die dreischiffige Kirche ist gewölbt mit seitlichen Lünetten.
- Das aus dem Jahr 1843 stammende Rathaus (Casa consistorial) wurde in den 1930er Jahren modernisiert.
- Die meisten Häuser des Ortes stammen aus dem ausgehenden 19. und beginnenden 20. Jahrhundert.
- Eine Stierkampfarena (Plaza de Toros) befindet sich am Ortsrand.

## Persönlichkeiten
- Gregorio Martínez (1815–1881), Missionar der römisch-katholischen Kirche